# Ichneumon heterogonos
Ichneumon heterogonos là một loài tò vò trong họ Ichneumonidae.